# Black & White 2
Black & White 2 és la segona entrega de Black & White, un videojoc d'estratègia en temps real realitzat per Lionhead Studios i publicat per Electronic Arts. Va sortir a l'agost de 2005.

## Objectiu del joc
La característica principal de Black & White 2 és que el jugador pot jugar a ser Déu. El joc comença en una illa, on el jugador pot controlar una civilització i el seu entorn. Per a fer-ho, cal situar els ciutadans en el lloc adequat perquè facin una acció: construir edificis, atacar als enemics, recol·lectar recursos... O moure els objectes de l'entorn, arrencar arbres, roques, llançar o trencar...
Si el jugador ajuda als ciutadans, sumarà punts de bondat i es convertirà en un déu bondadós amb molts seguidors, les accions contràries convertiran al jugador en un déu malvat.

## La criatura
La criatura és una mascota que tria el jugador abans de començar la partida, i que va creixent durant la partida. Es pot escollir entre: el mico, el lleó, el llop o la vaca.
El jugador pot educar i interaccionar amb la criatura durant la partida, i aquesta es comportarà segons els ensenyaments rebuts, ajudant o atemoritzant els habitants.